# Jezqazğan
Jezqazğan of Zjezqazghan (Kazachs: Жезқазған Қ.Ә., Zhezqazghan), tot 1992 met de Russische naam Dzjezkazgan (Джезказган) aangeduid, is een Kazachse - met district gelijkgestelde - stad in de oblast Quaragandi aan een reservoir van de Kara-Kengir-rivier. Jezqazğan telt circa 90.000 inwoners. 62% van de bevolking is Kazachs, 26% Rus, met als minderheid o.a. 3,8 % Oekraïners.
Jezqazğan is gelegen in het centrum van het Kazachse hoogland, ver van enige belangrijke rivier. Het gebied heeft een landklimaat. De gemiddelde temperatuur varieert tussen 24°C in juli tot -16°C in januari.
De stad werd in 1938 gesticht voor de ontginning van de rijke kopervoorraden. In 1973 werd een groot mijn- en metallurgiecomplex gebouwd om ter plaatse het koper te smelten. Er wordt ook mangaan, ijzer en goud ontgonnen. De stad heeft een spoorwegstation en een internationale luchthaven.
In de Sovjettijd was in Jezqazğan het Goelag-werkkamp Kenggir (Кеңгір а.) gelegen. Aleksandr Solzjenitsyns boek De Goelag Archipel en Alexander Dolguns An American In The Gulag maken er melding van.
De kosmodroom Bajkonoer ligt op 400 km ten zuidwesten en traditioneel plant elke ruimtevaarder een boom op de Sejfoellin-Boulevard van Jezqazğan om de veilige terugkeer uit de ruimte te vieren. De bekende Russische acteur Oleg Jankovski was afkomstig van de stad.